# Paranerita diversa
Paranerita diversa là một loài bướm đêm thuộc phân họ Arctiinae, họ Erebidae.